# Коврино
Ко́врино — хутор в Пролетарском районе Ростовской области. Административный центр Ковринского сельского поселения.

## География
Хутор расположен у границы Пролетарского и Орловского районов в пределах Сальско-Манычской гряды, являющейся широтным продолжением Ергенинской возвышенности, при балке Коврина (бассейн Маныча), на высоте 124 метра над уровнем моря. Рельеф местности — холмисто-равнинный. В балке имеются пруды. Распространены чернозёмы южные. Почвообразующие породы — глины и суглинки.
По автомобильной дороге расстояние до Ростова-на-Дону составляет 240 км, до районного центра города Пролетарск — 55 км.
Часовой пояс
Коврино, как и вся Ростовская область, находится в часовой зоне МСК (московское время). Смещение применяемого времени относительно UTC составляет +3:00.

## История
В конце XIX — начале XX века начался активный процесс заселения Сальско-Манычского междуречья. Крупные землевладельцы на удалённых от основных селений землях, а также калмыки, перешедшие на оседлость, стали основывать временные поселения — хутора. В 1891 году на землях богатого калмыка Коврина было основано временное поселение Ковринское. Первые поселенцы прибыли из Харьковской губернии. В 1897 году во временном поселении Ковринское, относившемся к юрту калмыцкой станицы Денисовской проживало 417 душ мужского и 385 женского пола. Большинство населения было неграмотным.
Позднее на основании поселения было образовано три хутора — Коврина № 1, № 2 и № 3. Современный населённый пункт соответствует хутору Коврина № 2. Согласно Алфавитному списку населённых мест Области войска Донского в поселении Кавриновском 2-м имелось 65 дворов, проживало 260 души мужского и 280 женского пола
В 1922 году основана начальная школа. Основное заселение началось в 1925 −1926 годах было основное заселение. Согласно первой Всесоюзной переписи населения 1926 года хутор Коврина № 2 относился к Ковринскому сельсовету Пролетарского района Сальского округа Северо-Кавказского края, население хутора составило 674 человека, большинство населения составили украинцы — 646.
В конце июля 1942 года хутор был оккупирован. Всё, что представляло ценность, было вывезено в Германию, экспроприировано или разрушено. Освобождён в конце января 1943 года.
После освобождения началось восстановление хозяйства. В 1950 году открылась семилетняя школа (с 1959 года — 8-летняя). В 1966 году школа получила статус средней.

## Население
Динамика численности населения
| 1915 | 1926 |
| ---- | ---- |
| 540  | 674  |

| 2010 |
| ---- |
| 978  |

## Улицы
- ул. Кирова,
- ул. Комсомольская,
- ул. Ленина,
- ул. Студенческая.

## Известные уроженцы
- Ганжела, Иван Васильевич (1924—1968) — советский военнослужащий, красноармеец, Герой Советского Союза,